# Hacıvar
Hacıvar är en ort i Azerbajdzjan.   Den ligger i distriktet Nachitjevan, i den sydvästra delen av landet, 400 km väster om huvudstaden Baku. Hacıvar ligger 883 meter över havet och antalet invånare är 704.
Terrängen runt Hacıvar är huvudsakligen platt, men åt nordost är den kuperad. Närmaste större samhälle är Nachitjevan, 2,9 km väster om Hacıvar. 
Trakten runt Hacıvar består till största delen av jordbruksmark. Runt Hacıvar är det ganska glesbefolkat, med 48 invånare per kvadratkilometer.